# Бигелоу (Минесота)
Бигелоу (енгл. Bigelow) град је у америчкој савезној држави Минесота.

## Демографија
По попису из 2010. године број становника је 235, што је 4 (1,7%) становника више него 2000. године.
| Група             | 2000.       | 2010.       |
| Белци             | 211 (91,3%) | 187 (79,6%) |
| Афроамериканци    | 0 (0,0%)    | 0 (0,0%)    |
| Азијати           | 2 (0,9%)    | 0 (0,0%)    |
| Хиспаноамериканци | 17 (7,4%)   | 47 (20,0%)  |
| Укупно            | 231         | 235         |